# واج نس
واج نس (باللغة المصرية القديمة واچ نس، والتي تعني "مبارك اللسان" أو "نضر اللسان" وبشكل حرفي "أخضر اللسان")، يُعرف أيضًا باسم واجلاس وأوغوتلاس وتلاس، كان ملكًا مصريًا مبكرًا ربما حكم خلال الأسرة الثانية. ونظرًا لأن شكل الاسم "واج نس" لم يُسجل في تلك الفترة كاسم ملك، ولكنه يظهر بشكل متكرر في قوائم الملوك من عصر الملك رمسيس الثاني، لا يزال علماء المصريات يحاولون الربط بين واج نس والملوك المعاصرين المشهورين بأسمائهم الحورية.

## مصادر الاسم

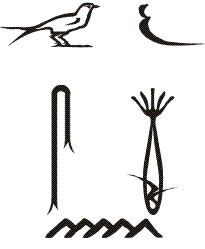
نقش بالحبر الأسود على الألباستر يظهر "ور ماآ واج سن"